# Juan Hato
Juan Hato – osada (buurt)  w dzielnicy Wanapa miasta Willemstad, w dystrykcie Willemstad, w kraju autonomicznym Curaçao, należącym do Holandii, w Ameryce Południowej. 20 października 2023 r. liczyła 566 mieszkańców. Zarówno pod względem powierzchni jak i liczby mieszkańców, jest największą osadą w dzielnicy.